# قاعدة آمرة
القاعدة الآمرة أو القاعدة القطعية هي قاعدة قانونية ملزمة لا يجوز للأفراد الاتفاق على خلاف ما جاء فيها من أحكام، وكل اتفاق على مخالفتها يكون باطلاً. وهي بهذا المعنى عكس القاعدة المكملة التي يمكن الاتفاق على مخالفتها.

## نطاقها
تهيمن على فروع القانون العام، لأن مخالفتها تهدد نظام الجماعة (قانون دستوري / قانون إداري / قانون جنائي). كما أن لها وجود كبير في فروع القانون الخاص، لأن كثيرًا من العلاقات الخاصة تتصل بالأسس التي يقوم عليها نظام الجماعة (أحوال شخصية / تنفيذ العقود / العمل غير المشروع).

## أنواعها
ترد على صورتين:
- قواعد آمرة إيجابية: أمر (القاعدة التي تأمر رب العمل بدفع أجرة العامل)
- قواعد آمرة سلبية: نهي (القاعدة التي تنهى عن تقاضي الفوائد في القانون المدني)

## أمثلة
- القواعد التي تحدد الجرائم والعقوبات المقرر لها
- القواعد التي تحدد شكل الدولة ونظام الحكم فيها
- القواعد التي تحكم علاقة الدولة بموظفيها
- القواعد التي تنظم الخدمة العسكرية الإلزامية
- القواعد التي تفرض على الأفراد المشاركة المالية في الأعباء العامة (الضرائب / الجمارك)